# Takanori Nagase
Takanori Nagase (em japonês:  永瀬貴規, Nagase Takanori; Nagasaki, 14 de outubro de 1993) é um judoca japonês da categoria até 81 quilos.
Foi campeão mundial em Astana 2015. Nos Jogos Olímpicos de 2016 conquistou a medalha de bronze a vencer o georgiano Avtandil Tchrikishvili. Em 27 de julho de 2021, ganhou o ouro na mesma categoria em Tóquio 2020 a derrotar o Saeid Mollaei na final.